# Pari-Haupapa-Kliffs
Die Pari-Haupapa-Kliffs sind wuchtige, vereiste, 6 km lange und 1000 m hohe Kliffs im Süden des ostantarktischen Viktorialands. Sie erstrecken sich in nordsüdlicher Ausrichtung auf der Ostseite des Lower Staircase zwischen dem Wirdnam-Gletscher und Mount Tricouni.
Das New Zealand Geographic Board benannte sie 1994 nach der maorischen Bezeichnung Pari Haupapa (deutsch Eiskliffs).